# Marie-Christine Vergiat

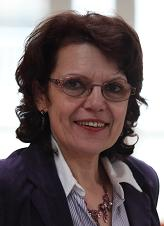
Marie-Christine Vergiat

Marie-Christine Vergiat (ur. 23 września 1956 w Roanne) – francuska polityk, urzędnik państwowy, deputowana do Parlamentu Europejskiego VII i VIII kadencji.

## Życiorys
Ukończyła studia z zakresu prawa publicznego, dyplom DEA uzyskała w zakresie historii prawa. Była długoletnią działaczką Ligi Praw Człowieka.
Od 1980 do 2005 należała do Partii Socjalistycznej. Od 1983 była pracownikiem frakcji socjalistycznej w Zgromadzeniu Narodowym. W latach 1997–1999 pełniła funkcję doradcy Martine Aubry, później została zatrudniona w resorcie spraw społecznych.
W wyborach w 2009 uzyskała mandat posłanki do Parlamentu Europejskiego, kandydując z listy tworzonego głównie przez komunistów Frontu Lewicy. W PE przystąpiła do grupy GUE/NGL, został też członkinią Komisji Kultury i Edukacji. W 2014 została wybrana na kolejną kadencję Europarlamentu.